# Hải Đông, Thanh Hải
Hải Đông (tiếng Trung: 海东市), Hán Việt: Hải Đông là một địa cấp thị thuộc tỉnh Thanh Hải, Trung Quốc.

## Địa lý
Thành phố Hải Đông nằm ở phía đông tỉnh Thanh Hải, có vị trí địa lý:
- Phía đông giáp thành phố Lan Châu, tỉnh Cam Túc
- Phía đông nam giáp châu tự trị dân tộc Hồi Lâm Hạ và châu tự trị dân tộc Cam Nam, tỉnh Cam Túc
- Phía đông bắc giáp thành phố Vũ Uy, tỉnh Cam Túc
- Phía tây nam giáp châu tự trị Hoàng Nam
- Phía tây bắc giáp thành phố Tây Ninh và châu tự trị Hải Nam
- Phía bắc giáp châu tự trị Hải Bắc.

## Hành chính
Thành phố Hải Đông có 6 đơn vị hành chính cấp huyện được chia thành 2 quận: Bình An (平安区), Lạc Đô (乐都区) và 4 huyện tự trị dân tộc: Hồi, Thổ Dân Hòa (民和回族土族自治县), Thổ Hỗ Trợ (互助土族自治县), Hồi Hóa Long (化隆回族自治县), Tát–lạp Tuần Hóa (循化撒拉族自治县).